# Hanzel und Gretyl
Hanzel und Gretyl — американський колектив напрямку індастріал-метал, заснований двома виконавцями — Kaizer Von Loopy та Betty (Vas) Kallas — у місті Нью-Йорк 1993 року. Розпочавши з ембіенту, після виступу на концерті Rammstein, свою музику XXI сторіччя змінили на агресивний метал у суміші з мілітарним індастріалом. Через стилістику та тексти німецькою іноді сприймаються за представників «німецької хвилі».

## Дискографія
| Рік  | Назва                     | Напрямок              | Тип           | Лейбл              |
| ---- | ------------------------- | --------------------- | ------------- | ------------------ |
| 1994 | Kindermusik               | ембіент               | Демо          | Без лейблу         |
| 1995 | Shine 2001                | ембіент               | EP            | Energy Records     |
| 1995 | Ausgeflippt               | ембіент               | Повний альбом | Energy Records     |
| 1997 | Transmissions from Uranus | ембіент               | Повний альбом | Energy Records     |
| 1997 | Take Me to Your Leader    | ембіент               | EP            | Energy Records     |
| 2003 | Über Alles                | Індастріал-метал      | Повний альбом | Metropolis Records |
| 2004 | Scheissmessiah            | індастріал-метал      | Повний альбом | Metropolis Records |
| 2006 | Oktötenfest 2006          | індастріал-метал      | EP            | Metropolis Records |
| 2008 | 2012: Zwanzig Zwölf       | індастріал-метал      | Повний альбом | Metropolis Records |
| 2012 | Born to Be Heiled         | індастріал-метал      | Повний альбом | Metropolis Records |
| 2014 | Black Forest Metal        | індастріал/блек-метал | Повний альбом | Metropolis Records |
| 2015 | Satanik Germanik          | індастріал/блек-метал | Повний альбом | Metropolis Records |
| 2019 | Hexennacht                | індастріал/блек-метал | Повний альбом | Metropolis Records |

## Склад
- Кайзер фон Лупі (англ. Kaizer Von Loopy) — гітара, програмінг, спів
- Бетті (Вас) Келлес (англ. Betty (Vas) Kallas) — спів, бас
- Роббі Віплеш (англ. Robbie Whiplash) — ударні у виступах наживо